# Alfred Menzel
Alfred August Friedrich Menzel (* 21. Januar 1883 in Eckernförde; † 14. August 1959 in Leipzig) war ein deutscher Gegner des NS-Regimes, Pädagoge und Autor.

## Leben
Nach dem Besuch einer Mittelschule, eines sog. „Privat-Präparandums“ und des Lehrerseminars in Eckernförde wurde er 1903 Volksschullehrer dort. 1904 machte er ein Externen-Abitur in Kiel, womit er studieren konnte. Nach dem Studium promovierte er 1909 in Kiel über Die Grundlagen der Fichteschen Wissenschaftslehre und zum Kantschen Kritizismus. 1911 habilitierte er sich in Kiel über Die Bedeutung der Mathematik für Kants vorkritische Entwicklung. Daraufhin wurde er in Kiel zum nicht beamteten außerordentlichen Professor. Er war zuvor Mitglied der SPD und des Monistenbundes, seinem Lebenslauf zufolge wurde er deshalb in Kiel nicht zum ordentlichen Professor befördert. Hervorzuheben ist sein Einsatz für die Volksbildung. So gehörte er zu den Gründervätern der Kieler Volkshochschule. Er verließ die dortige Universität und wurde in Leipzig Lehrer an der höheren Israelitischen Schule. Diese Stelle hatte er bis zur Reichspogromnacht inne. Bis zum 4. Dezember 1944, dem Tag seiner Verhaftung, war er in der Bertholdschen Unterrichtsanstalt, einer Berufsschule für den kaufmännischen Bereich, tätig.
Menzel war wegen des illegalen Abhörens von Feindsendern verhaftet worden. Auch seiner Untermieterin Margarete Bothe war wenige Tage vorher dasselbe passiert. Er floh im April 1945 aus der Chirurgischen Klinik Leipzig, da der Volksgerichtshof sogar Anklage gegen ihn wegen Staatsfeindlichkeit, Führerbeleidigung und Defätismus erhoben hatte. Er konnte sich verstecken und so unbemerkt das Kriegsende überstehen.
Im Oktober 1945 wurde er zum Honorarprofessor für Pädagogik an die Universität Leipzig berufen. Gleichzeitig wurde er Direktor des Instituts für Praktische Pädagogik an der Universität. 1947 war er Prodekan der Fakultät. 1953 ließ sich Menzel emeritieren, nachdem er sich zunehmend von den Ämtern zurückgezogen hatte.
Menzel verstarb 1959.

## Schriften
- Der Ursprung des sittlichen Bewusstseins. 1919.
- Die Grundlagen der monistischen Weltanschauung. Hamburg 1922.
- Kants Kritik der reinen Vernunft. Ein Leitfaden zum Studium. Berlin 1922.
- Spruchweisheit der Völker, Band 1. Stuttgart 1948.